# Mahmoud Farshchian
Pour les articles homonymes, voir Farshchian.
 (9 août 2025).
Le texte peut changer fréquemment, n’est peut-être pas à jour et peut manquer de recul. N’hésitez pas à participer, en veillant à citer vos sources.
Mahmoud Farshchian (en persan : محمود فرشچیان), né le 24 janvier 1930 à Ispahan et mort le 9 août 2025 dans le New Jersey (États-Unis), est un peintre iranien, principal représentant contemporain de l'art de la miniature persane.

## Biographie
Mahmoud Farshchian est né dans une famille d'artistes et doit sa passion pour la peinture à son père. Jeune, il est envoyé en apprentissage chez les maîtres de la peinture miniature à Ispahan. Il poursuit ensuite ses études d'arts en Europe. Au début des années 1980, il étudie en Italie et décroche plusieurs diplômes : le diplôme du mérite de l'Universita Delle Arti (1982), diplôme de Maestro di Pittura du Séminaire d'art moderne (1983), et le diplôme Accadenu'co D'Europa de L'Accademia D'Europa (1983).
Ses œuvres ont été exposées dans plusieurs musées et dans des expositions dans le monde entier.

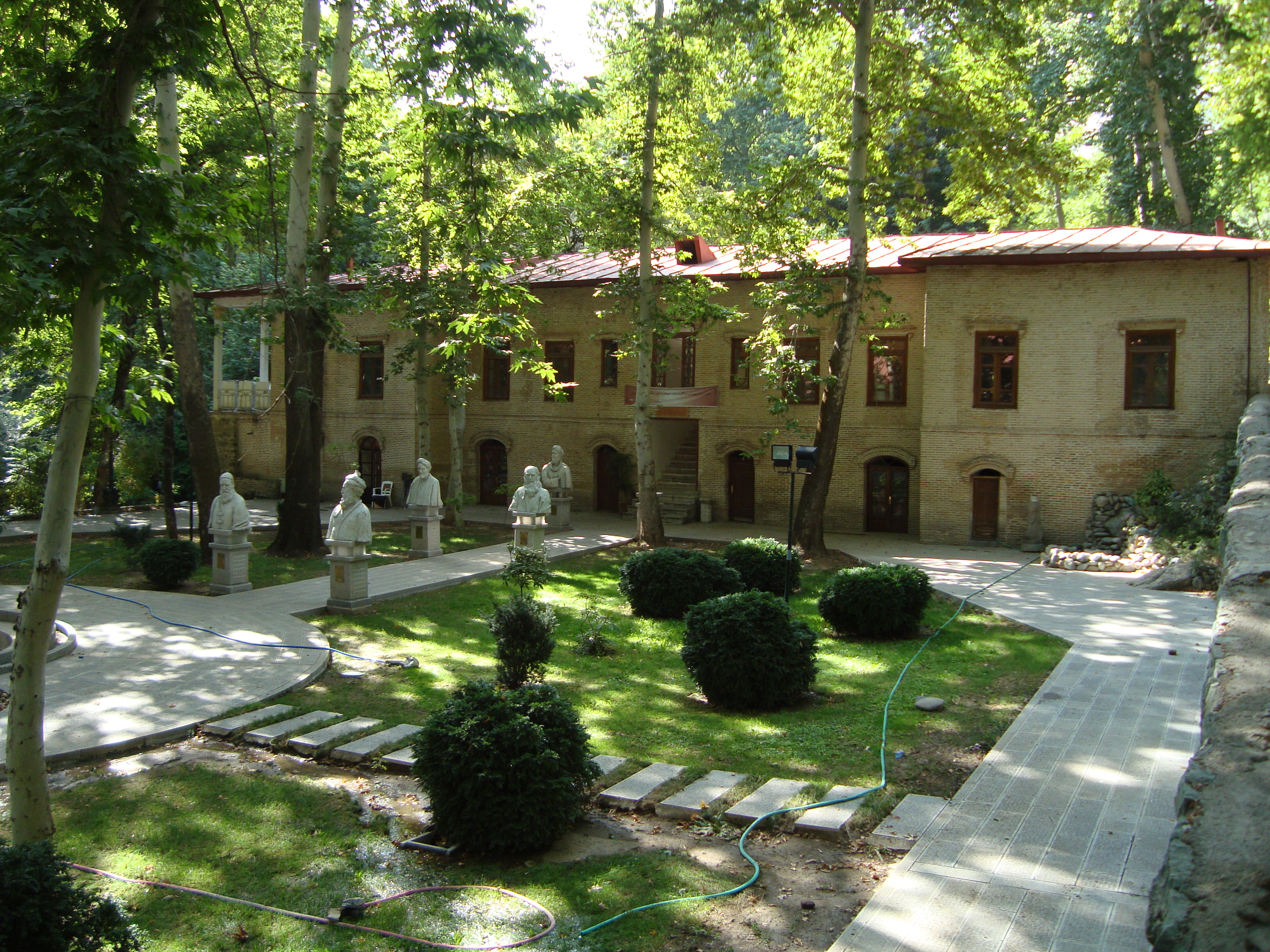
Musée Farshchian du palais de Saadabad (Téhéran) en 2011.

En 2001, il ouvre son propre musée, le musée Farshchian du palais de Saadabad à Téhéran. En 2008, le musée expose plus de 70 œuvres de Mahmoud Farshchian.

## Style
Les œuvres de Mahmoud Farschian explorent l'art de la miniature persane, et traduisent une recherche de synergie et d'union entre l'humain, l'animal et la nature. Ses références sont biblicales ou coraniques, le lyrisme est emprunté à la poésie persane, ce qui donne un rendu mystique et spirituel à ses œuvres qu'il réalise dans la conduite de sa foi religieuse, dans la « soumission totale à la pure essence divine ».

## Publications
- Peinture et Dessin (1976)
- Peinture de Maître Farshchian pour le Shahnamah de Ferdowsi  (1991)
- Peintures de grands héros du Shahnamah (1991)
- Peinture de Maître Farshchian pour le Divan de Hafez (2002)
- Peinture de Maître Farshchian pour le Rubaiyat d'Omar Khayyam (2004)

## Distictions
- 1995 : Medal of art and culture (Iran)[3]
- 1985 - Oscar D'Italia, statuette d'or[3]
- 1984 - Statutette d'or du Vessillo Europa Delle Arte (Italie)[3]
- 1980 - Médaille d'or de l'Accademia Italia delle Arti e del Lavoro[3]
- 1973 - 1er prix d'art décerné par le ministère de la culture et des arts d'Iran[3]
- 1958 - Médaille d'or du festival d'art international de Belgique[3]
- 1952 - Médaille d'or d'art militaire (Iran)[3]